# Lewą Marsz
Lewą Marsz – polskie konspiracyjne pismo wydawane w latach 1942–1943.
Pismo związane było z obozem socjalistycznym, od marca 1943 z Robotniczą Partią Polskich Socjalistów. Tytuł czasopisma został zaczerpnięty z wiersza Lewą marsz (1918) Władimira Majakowskiego. Redaktorem pisma był Teofil Głowacki, zaś współpracownikami m.in. Stanisław Ryszard Dobrowolski, Mieczysław Jastrun, Benedykt Hertz, Jan Nepomucen Miller.
Czasopismo poruszało aktualne problemy związane z sytuacją Polaków w Generalnym Gubernatorstwie, walką o polską kulturę i oświatę, zawierało przeglądy prasy i wydawnictw emigracyjnych. Publikowano w nim także utwory literackie.